# نظریه کالریک
نظریهٔ کالریک نظریه منسوخی در مورد گرما می‌باشد. بر اساس این نظریه گرما سیالی است که از مواد گرم به مواد سرد انتقال می‌یابد.
دانشمندان از حدود سه قرن پیش، مطالعه دربارهٔ گرما را آغاز کردند. در آن زمان، مردم معتقد بودند که گرما یک مادهٔ نامرئی است. اعتقاد بر آن بود که وقتی یک مادهٔ گرم در کنار یک مادهٔ سرد قرار گیرد، ماده‌ای نامرئی به نام کالریک از مادهٔ گرم خارج می‌شود و به مادهٔ سرد منتقل می‌شود. به همین دلیل، مادهٔ گرم سرد و مادهٔ سرد گرم می‌شود.
هرچند که نظریه کالریک را پیش از پایان نیمه اول قرن نوزدهم کنار گذاشتند. میراث آن واحد گرما، یعنی کالری هنوز هم کاربرد فراوانی دارد.